# BURN-E
BURN·E é um filme de curta-metragem de animação feito pela Pixar Animation Studios, baseado no filme WALL·E. Seu protagonista, um robô de reparo chamado BURN-E, é um personagem menor de WALL-E. BURN-E é a sigla de "Basic Utility Repair Nano Engineer". Pode ser assistido nos bônus do DVD e do Blu-ray Disc que foi lançado em  18 de Novembro de 2008.
O curta, dirigido pela animador chefe de WALL-E, Angus MacLane, foi produzido ao mesmo tempo que WALL-E, e está incluído no DVD e Blu-ray. BURN-E tem música composta e conduzida por J.A.C. Redford, que também compôs para o filme WALL-E.
O personagem BURN-E é visto brevemente como um robô soldado em WALL-E quando WALL-E e EVA voam circulando a nave Axiom, e entra por uma porta, o fechando fora da nave. BURN-E é visto batendo os punhos contra a porta e, finalmente, percebendo que ela foi bloqueada.
O filme é entrecortado com cenas de WALL-E, que ocorre concomitantemente.

## Premiações
| Oscar         | Nenhum |
| Annie Award   | Nenhum |
| Grammy Award  | Nenhum |
| Globo de Ouro | Nenhum |
| Outros        | Nenhum |